# Adam Jasser (żeglarz)
Adam Lesław Jasser (ur. 1936 we Lwowie, zm. 4 maja 2023) – polski żeglarz (j.kpt.ż.w.), popularyzator i organizator żeglarstwa, założyciel Bractwa Żelaznej Szekli, kapitan żaglowców „Henryk Rutkowski” (obecnie STS „Kapitan Głowacki”) i „Pogoria”, organizator Tall Ships’ Races, reprezentant narodowy w Sail Training International.

## Życiorys

### Dzieciństwo i młodość
Urodził się w roku 1936 we Lwowie. W dzieciństwie i młodości marzył o pilotażu. Po II wojnie światowej mieszkał w Warszawie. Uczęszczał początkowo do Gimnazjum im. Adama Mickiewicza (Saska Kępa), a następnie (po 1950) do tzw. „Poniatówki” (V LO w Warszawie, Żoliborz).
Próbując zrealizować marzenia został członkiem Ligi Lotniczej (zob. historia Aeroklubu Polski); odbył kurs szybowcowy (w tym – serię skoków z wieży), jednak zrezygnował z dalszego szkolenia po pierwszym skoku z dwupłatowca („kukuruźnika”) nad Lotniskiem Gocław. Zdecydował się na uprawianie żeglarstwa. Zapisał się do klubu AZS, który miał wówczas pływającą przystań żeglarską, zakotwiczoną przy praskim brzegu Wisły, w pobliżu Mostu Poniatowskiego (zaprojektowaną przez Antoniego Aleksandrowicza; otwartą w roku 1925). Był aktywnym członkiem dzielnicowego oddziału Ligi Morskiej (z ośrodkiem na Czerniakowie). Ligę wspierała żona gen. Mariusza Zaruskiego, Izabela Zaruska (1880–1981), która gościła żeglarską młodzież w swoim mieszkaniu na Żoliborzu (urządzano w nim m.in. wieczorki taneczne). Wkrótce Adam Jasser zorganizował Jacht Klub im. Mariusza Zaruskiego, z bazą na zakotwiczonej vis-à-vis Cytadeli Warszawskiej wiślanej barce.
Wielkie zaangażowanie w sprawy żeglarstwa sprawiło, że Adam Jasser nie zrezygnował z uczestnictwa w dorocznych regatach Warszawa–Gdańsk, organizowanych w czasie egzaminów maturalnych. W następnym roku wstąpił do Oficerskiej Szkoły Marynarki Wojennej, jednak wkrótce wrócił do Warszawy. Studiował socjologię na Uniwersytecie Warszawskim i działał w Klubie Hybrydy (m.in. założył Jacht Klub Hybrydy).

### Bractwo Żelaznej Szekli

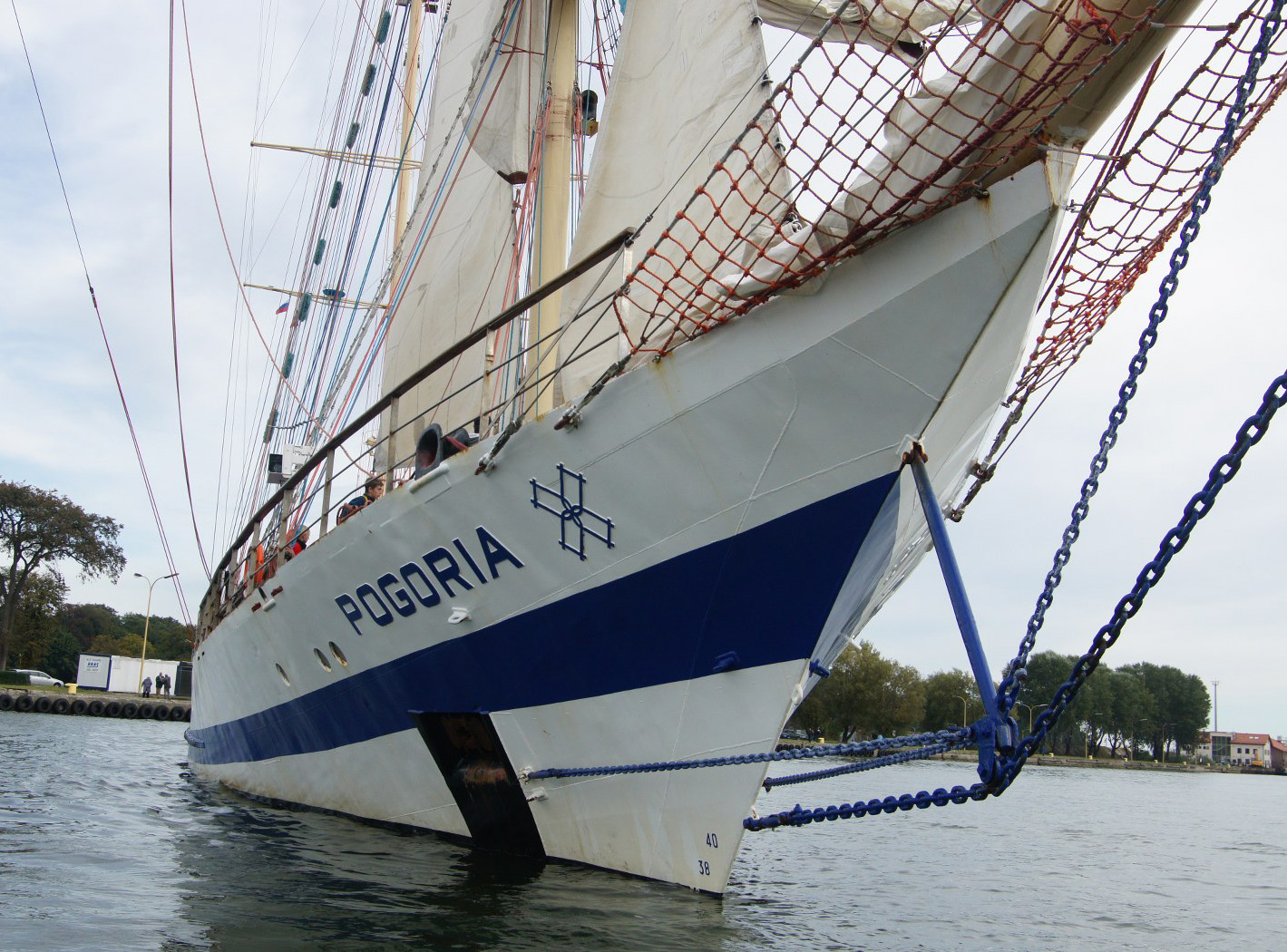
Logo Bractwa Żelaznej Szekli na dziobie „Pogorii”

W następnych latach popularność zyskała kolejna inicjatywa Adama Jassera – pomysł, który pojawił się w roku 1971 w czasie rejsu na „Generale Zaruskim”, zorganizowanego dla młodzieży wyłonionej w czasie radiowych konkursów „Lata z Radiem” Stefana Wysockiego. Kpt. Jasser założył „Bractwo Żelaznej Szekli”; wymyślił jego nazwę i logo – cztery skrzyżowane szekle. Magazynem „Bractwa” stał się wkrótce „Latający Holender” – program telewizyjny Bohdana Sienkiewicza (TVP Gdańsk). W latach 1973–1993 „Bractwo” działało w ramach Telewizji Polskiej, korzystając z silnego wsparcia kpt. Macieja Szczepańskiego (prezesa Radiokomitetu zaprzyjaźnionego z Krzysztofem Baranowskim). Członkiem Bractwa (Jungą) mógł zostać każdy młody człowiek, który wziął udział w zajęciach „Latającego Holendra” (np. konkursach wiedzy morskiej). Jungowie odbywali rejsy na takich jachtach, jak „Generał Zaruski”, „Henryk Rutkowski” (obecnie „Kapitan Głowacki”), „Jurand”, „Zew Morza”. W końcu roku 1979 wybudowano – specjalnie dla „Bractwa” – pierwszy polski żaglowiec rejowy STS Pogoria.

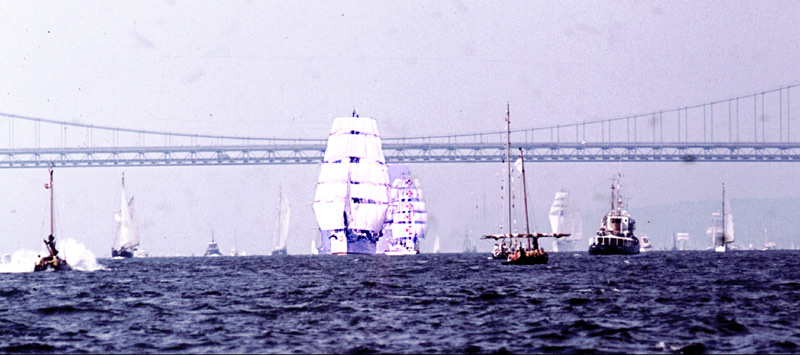
Obchody 200-lecia Deklaracji niepodległości w Nowym Jorku (lipiec 1976)

Adam Jasser był przez kilka lat etatowym kapitanem żaglowca „Henryk Rutkowski”. W tym czasie nawiązał inspirującą współpracę Bractwa z angielską organizacją Ocean Youth Club (później Ocean Youth Trust, OYT – organizacja skupiająca młodych wolontariuszy). Na „Henryku Rutkowskim” zorganizował (jako inicjator) i prowadził rejsy resocjalizacyjne dla wychowanków zakładów poprawczych (w czasie tych rejsów socjologiem i doradcą wychowawczym kapitana był Andrzej Celiński); później z żalem wspominał, że po czterech rejsach Ministerstwo Sprawiedliwości zrezygnowało z kontynuowania tej akcji.
W latach 1974 i 1976 Adam Jasser był też współorganizatorem udziału Polski w międzynarodowych regatach i zlotach żaglowców Cutty Sark Tall Ships’ Races. Organizował „Operację Żagiel 1974” w Gdyni; przygotowywał rejs jachtu „Leonid Teliga” na obchody 200-lecia Deklaracji niepodległości w Nowym Jorku (1976) i uczestniczył w tym rejsie jako zastępca kapitana.

### Mazurska Operacja Żagiel
W roku 1979 (dla „Bractwa Żelaznej Szekli” budowano wówczas „Pogorię”) Adam Jasser podjął kolejną inicjatywę – zaproponował akcję „Mazurska Operacja Żagiel” (MOŻ'79). Pomysł – popularyzowany przez A. Jassera w autorskim programie telewizyjnym „Mesa” – został zrealizowany z sukcesem. Jego celem było m.in.:

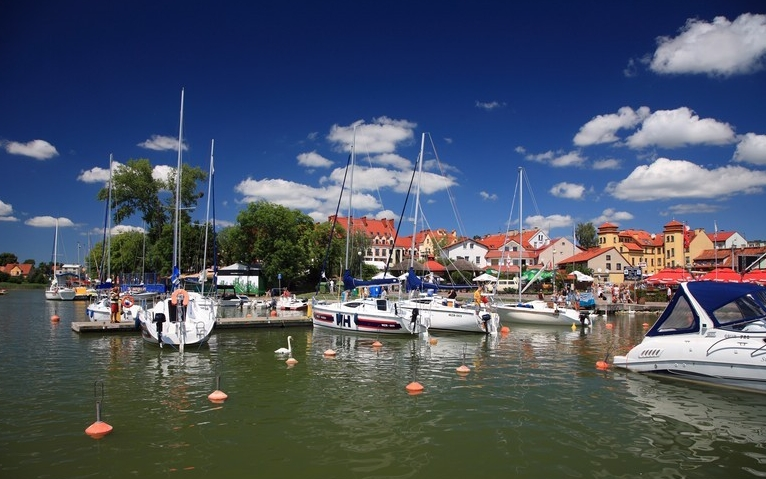
Mikołajki, przystań jachtowa

- zwrócenie uwagi władz woj. suwalskiego i woj. olsztyńskiego na pogarszający się stan środowiska w rejonie WJM i konieczność podjęcia działań ochronnych,
- określenie potrzeb w zakresie turystycznego zagospodarowania jezior,
- popularyzacja turystyki żeglarskiej.

Opracowano koncepcję „Mazurskiego Szlaku Żeglarskiego”. Doprowadzono do przekazania Polskiemu Związkowi Żeglarskiemu obiektów w Mikołajkach, Starych Sadach, Kozinie, na potrzeby Związku. W kolejnych dziesięcioleciach turyści, wczasowicze i mieszkańcy Rejonu WJM mogli uczestniczyć m.in. w regatach, wystawach, koncertach, pokazach, debatach. Koncerty pieśni żeglarskich w Mikołajkach zapoczątkowały burzliwy rozwój ruchu szantowego w Polsce.

### Czas bez „żelaznej kurtyny”
W następnych latach Adam Jasser był zatrudniony jako instruktor (z certyfikatem zawodowym U.S. Coast Guard Master 200 tw) w Ocean Masters Academy i Chapman School of Seamanship. Przez kilka lat był szefem instruktorów w Ocean Masters Sailing Academy. W czasie pobytu w Stanach Zjednoczonych jako członek „The Sail Training Association Poland” pełnił funkcję przedstawiciela Polski w „The Sail Training International”. W roku 2013 Adam Jasser podkreślał, że współcześnie stają się coraz ważniejsze inne cele stowarzyszenia (poza organizacją kolejnych efektownych regat TTSR) – zapewnienie bezpieczeństwa młodych żeglarzy i rozwijanie umiejętności zgodnej współpracy w międzynarodowych zespołach. STI organizuje spotkania i seminaria dotyczące bezpieczeństwa na morzu dla około dwóch tysięcy osób (wiosenne i jesienne).
Kpt. Adam Jasser organizował rejsy szkoleniowe z międzynarodową załogą, np. rejs z młodzieżą polską i amerykańską na „Pogorii” w roku 1998, połączony ze zwiedzaniem Warszawy i Gdańska, w tym z lekcją historii Polski i polskiego żeglarstwa w Stoczni Gdańskiej i na pokładzie s/y Bonawentura. W czasie przerwanych „Garibaldi Tall Ships Regatta” (11–16 kwietnia 2010) dowodzona przez kpt. Jassera „Pogoria” otrzymała nagrodę za zgromadzenie na pokładzie najbardziej międzynarodowej załogi (pod lewym salingiem grota znajdowało się siedem bander).
Adam Jasser uważa, że w Polsce należy przywrócić wcześniej obowiązujący system uprawnień i wymogów szkoleniowych. Twierdzi, że prowadzący każdą łódkę powinien mieć certyfikat odbycia kursu bezpieczeństwa i ratownictwa na wodzie, a jednostki pływające należy poddawać okresowym kontrolom.

## Odznaczenia i wyróżnienia
Dnia 26 czerwca 1998 r. został odznaczony medalem „Za Szczególne Zasługi dla Żeglarstwa Polskiego”, nadawanym przez Zarząd PZŻ. Jest członkiem Honorowym Sail Training Association – Poland.
Na mocy postanowienia z 2011, w 2012, w czasie uroczystego Otwarcia Sezonu Żeglarskiego, połączonego z obchodami 90-lecia Chojnickiego Klubu Żeglarskiego, dwaj realizatorzy „Latającego Holendra” zostali udekorowani Ordery Odrodzenia Polski „za wybitne zasługi w popularyzowaniu na antenie telewizyjnej wiedzy o morzu i gospodarce morskiej realizując wychowanie morskie młodzieży”; Bohdan Sienkiewicz otrzymał Krzyż Oficerski, a Adam Jasser – Krzyż Kawalerski. Kpt. Jasser powiedział wówczas:

Czuję się niezwykle uhonorowany tym wysokim Odznaczeniem Państwowym przyznanym mi przez Prezydenta Rzeczypospolitej Polskiej. Uważam, że przyjąłem je także w imieniu kapitanów i członków Sail Training Association Poland, […] które od ponad dwudziestu lat eksploatuje żaglowiec Pogoria. Ten żaglowiec zabrał na niezapomnianą morską przygodę tysiące młodych Polaków, także z najdalszych od morza zakątków naszego kraju. Cóż to jest właściwie to wychowanie morskie, które w Polsce zainicjował przed wojną Generał Mariusz Zaruski. Kształci ono wolę, solidarność i poczucie równości. Jest nauką Dobrej Roboty. Ćwiczy wytrwałość i cierpliwość, wdraża zasady pracy zespołowej, wykształca cechy przywódcze. Jest szkołą wychowania społecznego i obywatelskiego. Jest jakby trzecim wymiarem wychowania, oprócz formalnej edukacji i uprawiania sportu.

Według Adama Jassera najcenniejsze nagrody dostawał od uczestników 2-tygodniowych rejsów z byłymi więźniami:

Przez wiele lat otrzymywałem od nich sygnały sympatii. Każdy rejs kończyłem krótką pogadanką. Zbierałem wszystkich wokół siebie i mówiłem, że jestem z nich dumny. Tłumaczyłem, że jeśli z podobnym zaangażowaniem będą funkcjonować na lądzie, to z pewnością nie wrócą za kraty. Na koniec rzucałem hasło „Trzymajcie kurs, chłopcy”, a oni po latach, czasem po dwóch piwach, dzwonili do mnie w środku nocy mówiąc: „Trzymamy kurs, panie kapitanie”. Nigdy nie otrzymałem piękniejszej zapłaty.